# Аргаево
Аргаево (горномар. Ӓргäсола) — деревня в Горномарийском районе Марий Эл Российской Федерации. Входит в состав Виловатовского сельского поселения.
Численность населения — 58 чел. (2010 год).

## География
Располагается в 6 км от административного центра сельского поселения — села Виловатово, в 1 км от автодороги Р173. Деревня расположена на берегу реки Малая Сундырка.

## История
Название деревни происходит от имени одного из основателей деревни (Арга).

## Население
| 2002 | 2010 |
| ---- | ---- |
| 68   | ↘58  |